# Ophiothamnus dupla
Ophiothamnus dupla is een slangster uit de familie Ophiacanthidae.
De wetenschappelijke naam van de soort werd in 1976 gepubliceerd door Luiz Roberto Tommasi.